# 尖嘴雀鹀
，是雀形目唐纳雀科的一种鸟类，属于单型的尖嘴雀鹀属（学名：Acanthidops）。
尖嘴雀鹀体重约16克，翼长约66毫米，喙宽度约3.9毫米，喙厚度约5.3毫米，嘴峰长约16.2毫米，跗蹠长约20.9毫米，尾长约52.1毫米。
尖嘴雀鹀具有部分的迁徙性，栖息在森林，它们是杂食性动物，主要以昆虫、蜘蛛等陆生无脊椎动物为食。它们分布在哥斯达黎加和巴拿马西部。